# Svensexa
En svensexa, tidigare svenkväll eller svenmiddag, är en fest som av (traditionellt manliga) vänner (framför allt marskalk eller best man) anordnas för en man som står i begrepp att gifta sig, och som skall betecknas som ett sista farväl av ungkarlslivet.
Den kvinnliga motsvarigheten är möhippa som i Sverige är en äldre tradition än svensexan. Men när mökvällarna förekom i 1500-talets bondesamhälle uppstod svenkvällar under 1600-talet i städernas borgerliga miljöer, bland exempelvis officerare och handelsmän.
Svensexetraditionen på 1800-talet innehöll inga speciella aktiviteter utan fokus låg på alkoholen. Männen klädde sig i frack och gick ut på krogen. Under 1900-talet spreds svensexan till andra grupper i samhället, men utan större förändring – fokus låg fortfarande på spriten.
I Finland kallas de uppsluppna festligheterna före bröllopet, avskedet till statusen som ogift, oftast ”polttarit” (på finska) eller ”polttare” (på svenska) från tyskans Polterabend. Mer sällan används begreppen möhippa eller svensexa, som i Sverige.
En central del av svensexa-traditionen är genomförandet av olika aktiviteter som är utformade för att föra samman deltagarna och erbjuda en minnesvärd upplevelse för den blivande brudgummen. Genom åren har aktiviteternas natur och omfattning utvecklats, och idag anses de vara en av de mest betydelsefulla aspekterna av firandet. Från mer avslappnade samkväm som middagar och pubrundor, till mer äventyrsfyllda och energiska aktiviteter, strävar varje svensexa efter att skräddarsys för att passa brudgummens preferenser och intressen.

## Etymologi
Svensexa är en sammansättning av orden sven och sexa. Det första ledet, sven, är en äldre benämning på en ung man, i synnerhet en ogift eller sexuellt oerfaren sådan. Andra ledet, sexa, är ursprungligen en lättare festmåltid med start klockan sex på kvällen.